# Квалификације за Европско првенство у фудбалу 2024 — група А
Група А квалификација за Европско првенство у фудбалу 2024. се састојала од 5 репрезентација: Шпанија, Шкотска, Норвешка, Грузија и Кипар.
Репрезентације Шпаније и Шкотске су као првопласиране и другопласиране репрезентације избориле директан пласман на првенство, док захваљујући ранг листи УЕФА Лиге нације 2022/23. у бараж је отишла репрезентација Грузије.

## Табела
| Легенда |
| --- |
| Репрезентација која се квалификује у првом кругу                                                                                                 |
| Репрезентација која иде у бараж захваљујући учинку у Лиги нација 2022/23. након што нису завршили на првом или другом месту табеле у првом кругу |

| Табела групе А | Табела групе А | Табела групе А | Табела групе А | Табела групе А | Табела групе А | Табела групе А | Табела групе А | Табела групе А | Табела групе А |  |         |         |          |         |       |  | Домаћи | Домаћи | Домаћи | Домаћи | Домаћи | Домаћи | Домаћи | Гости | Гости | Гости | Гости | Гости | Гости | Гости |
|                | Репрезентација | И              | Д              | Н              | И              | ДГ             | ПГ             | ГР             | Бод.           |  | Шпанија | Шкотска | Норвешка | Грузија | Кипар |  | И      | Д      | Н      | И      | ДГ     | ПГ     | Бод.   | И     | Д     | Н     | И     | ДГ    | ПГ    | Бод.  |
| 1.             | Шпанија        | 8              | 7              | 0              | 1              | 25             | 5              | +20            | 21             |  | -       | 2:0     | 3:0      | 3:1     | 6:0   |  | 4      | 4      | 0      | 0      | 14     | 1      | 12     | 4     | 3     | 0     | 1     | 11    | 4     | 9     |
| 2.             | Шкотска        | 8              | 5              | 2              | 1              | 17             | 8              | +9             | 17             |  | 2:0     | -       | 3:3      | 2:0     | 3:0   |  | 4      | 3      | 1      | 0      | 10     | 3      | 10     | 4     | 2     | 1     | 1     | 7     | 5     | 7     |
| 3.             | Норвешка       | 8              | 3              | 2              | 3              | 14             | 12             | +2             | 11             |  | 0:1     | 1:2     | -        | 2:1     | 3:1   |  | 4      | 2      | 0      | 2      | 6      | 5      | 6      | 4     | 1     | 2     | 1     | 8     | 7     | 5     |
| 4.             | Грузија        | 8              | 2              | 2              | 4              | 12             | 18             | -6             | 8              |  | 1:7     | 2:2     | 1:1      | -       | 4:0   |  | 4      | 1      | 2      | 1      | 8      | 10     | 5      | 4     | 1     | 0     | 3     | 4     | 8     | 3     |
| 5.             | Кипар          | 8              | 0              | 0              | 8              | 3              | 28             | -25            | 0              |  | 1:3     | 0:3     | 0:4      | 1:2     | -     |  | 4      | 0      | 0      | 4      | 2      | 12     | 0      | 4     | 0     | 0     | 4     | 1     | 16    | 0     |

## Резултати
| Шкотска                            | 3:0    | Кипар |
| ---------------------------------- | ------ | ----- |
| Макгин 21’ · Мактоминеј 87’, 90+3’ | Детаљи |       |

| Шпанија                    | 3:0    | Норвешка |
| -------------------------- | ------ | -------- |
| Олмо 13’ · Хоселу 84’, 85’ | Детаљи |          |

| Грузија        | 1:1    | Норвешка   |
| -------------- | ------ | ---------- |
| Микаутадзе 61’ | Детаљи | Серлот 15’ |

| Шкотска            | 2:0    | Шпанија |
| ------------------ | ------ | ------- |
| Мактоминеј 7’, 51’ | Детаљи |         |

| Норвешка          | 1:2    | Шкотска                |
| ----------------- | ------ | ---------------------- |
| Халанд 61’ (пен.) | Детаљи | Дајкс 87’ · Маклин 89’ |

| Кипар            | 1:2    | Грузија                          |
| ---------------- | ------ | -------------------------------- |
| Питас 40’ (пен.) | Детаљи | Микаутадзе 31’ · Давиташвили 84’ |

| Норвешка                              | 3:1    | Кипар          |
| ------------------------------------- | ------ | -------------- |
| Солбакен 12’ · Халанд 56’, 60’ (пен.) | Детаљи | Кастанос 90+3’ |

| Шкотска                       | 2:0    | Грузија |
| ----------------------------- | ------ | ------- |
| Макгрегор 6’ · Мактоминеј 47’ | Детаљи |         |

| Грузија        | 1:7    | Шпанија                                                                            |
| -------------- | ------ | ---------------------------------------------------------------------------------- |
| Чакветадзе 49’ | Детаљи | Мората 22’, 40’, 66’ · Кверквелија 27’ (аг.) · Олмо 38’ · Вилијамс 68’ · Јамал 74’ |

| Кипар | 0:3    | Шкотска                                 |
| ----- | ------ | --------------------------------------- |
|       | Детаљи | Мактоминеј 6’ · Портус 16’ · Макгин 30’ |

| Норвешка                 | 2:1    | Грузија          |
| ------------------------ | ------ | ---------------- |
| Халанд 25’ · Едегард 33’ | Детаљи | Зивзивадзе 90+1’ |

| Шпанија                                                         | 6:0    | Кипар |
| --------------------------------------------------------------- | ------ | ----- |
| Гави 18’ · Мерино 33’ · Хоселу 70’ · Торес 73’, 83’ · Баена 77’ | Детаљи |       |

| Кипар | 0:4    | Норвешка                                   |
| ----- | ------ | ------------------------------------------ |
|       | Детаљи | Серлот 33’ · Халанд 65’, 72’ · Аурснес 81’ |

| Шпанија                 | 2:0    | Шкотска |
| ----------------------- | ------ | ------- |
| Мората 73’ · Сансет 86’ | Детаљи |         |

| Грузија                                                                      | 4:0    | Кипар |
| ---------------------------------------------------------------------------- | ------ | ----- |
| Китеишвили 46’ · Кваратшкелија 58’ · Шенгелија 82’ · Микаутадзе 90+5’ (пен.) | Детаљи |       |

| Норвешка | 0:1    | Шпанија  |
| -------- | ------ | -------- |
|          | Детаљи | Гави 49’ |

| Грузија                | 2:2    | Шкотска                         |
| ---------------------- | ------ | ------------------------------- |
| Кваратшкелија 15’, 57’ | Детаљи | Мактоминеј 49’ · Шенкленд 90+3’ |

| Кипар      | 1:3    | Шпанија                               |
| ---------- | ------ | ------------------------------------- |
| Пилеас 75’ | Детаљи | Јамал 5’ · Ојарзабал 22’ · Хоселу 28’ |

| Шкотска                                                | 3:3    | Норвешка                             |
| ------------------------------------------------------ | ------ | ------------------------------------ |
| Макгин 13’ (пен.) · Естигорд 33’ (аг.) · Армстронг 59’ | Детаљи | Денум 3’ · Ларсен 20’ · Елјунуси 86’ |

| Шпанија                                         | 3:1    | Грузија           |
| ----------------------------------------------- | ------ | ----------------- |
| Ле Норманд 4’ · Торес 55’ · Лочошвили 72’ (аг.) | Детаљи | Кваратшкелија 10’ |

## Стрелци
7 голова
| - Скот Мактоминеј |

6 голова
| - Ерлинг Халанд |

4 гола
| - Квича Кваратшкелија | - Алваро Мората | - Хоселу |

3 гола
| - Георгес Микаутадзе | - Џон Макгин | - Феран Торес |

2 гола
| - Александар Серлот - Гави | - Дани Олмо | - Ламине Јамал |

1 гол
| - Буду Зивзивадзе - Гиорги Чакветадзе - Зурико Давиташвили - Леван Шенгелија - Отар Китеишвили - Григорис Кастанос - Јоанис Питас - Костас Пилеас - Арон Денум | - Јерген Ларсен - Мартин Едегард - Мухамед Елјунуси - Ола Солбакен - Фредрик Аурснес - Линдон Дајкс - Лоренс Шенкленд - Калум Макгрегор - Кени Маклин | - Рајан Портус - Стјуарт Армстронг - Алекс Баена - Микел Мерино - Микел Ојарзабал - Нико Вилијамс - Ојхан Сансет - Робин Ле Норманд |

Аутогол
| - Лука Лочошвили (против Шпаније) - Соломон Кверквелија (против Шпаније) | - Лео Естигорд (против Шкотске) |